# Teatre Talia (València)
El Teatre Talia de València està ubicat al número 31 del carrer dels Cavallers de la capital del Túria. L'edifici, propietat de la Casa dels Obrers de Sant Vicent Ferrer, té 100 anys d'història. En virtut d'un conveni, l'espai és gestionat des de 1992 per Teatres de la Generalitat Valenciana. La sala disposa de 243 butaques fixes, 62 llotges al primer pis, 48 butaques d'amfiteatre i 36 llotges al segon pis.